# Nanni Galli

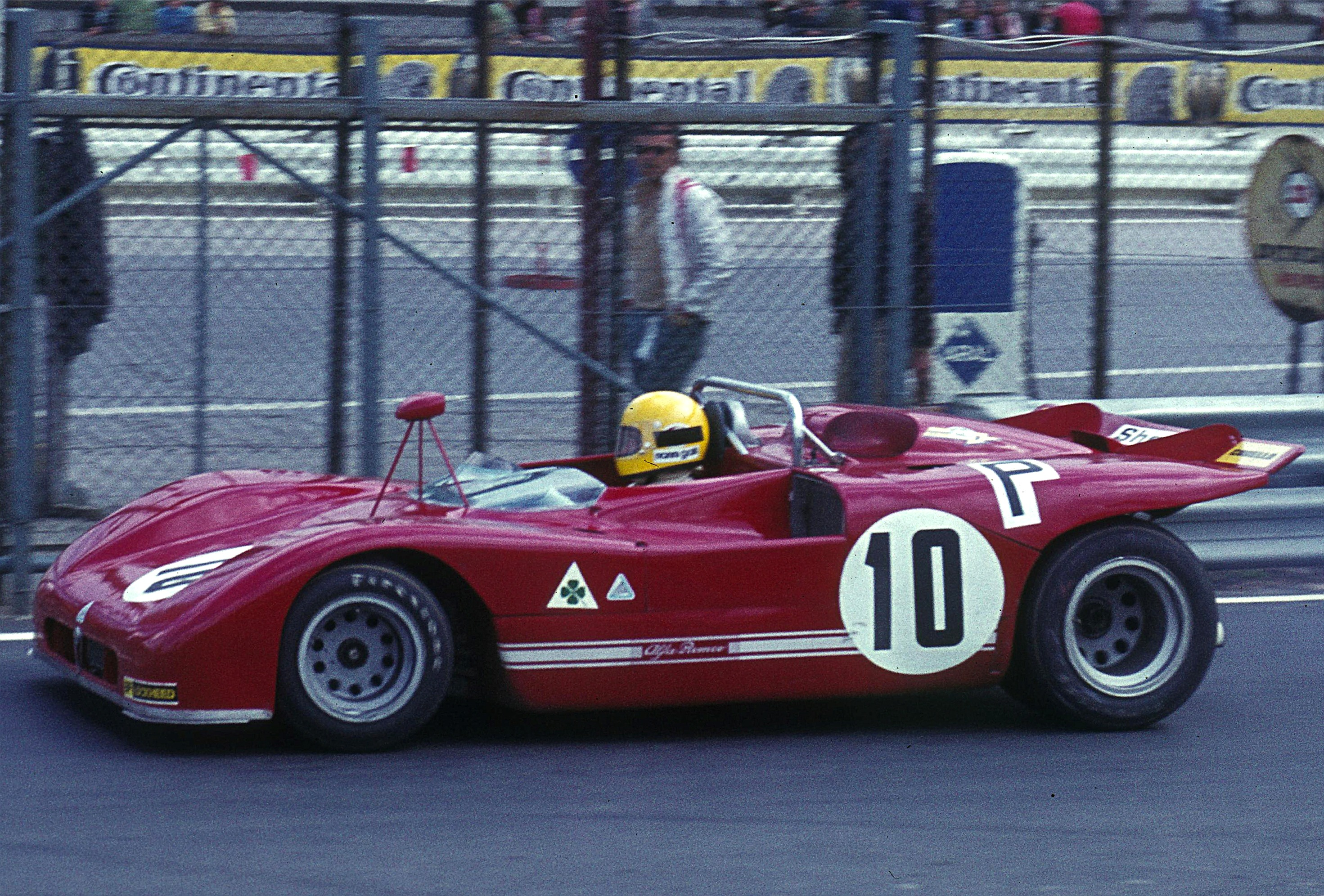
Nanni Galli in 1971

Giovanni Giuseppe Gilberto Galli, bijnaam Nanni (Bologna, 2 oktober 1940 - Prato, 12 oktober 2019) was een Italiaans Formule 1-coureur. Tussen 1970 en 1973 reed hij 20 Grands Prix voor de teams McLaren, March Engineering, Tecno, Ferrari en Williams.